# Iphiaulax koebelei
Iphiaulax koebelei är en stekelart som först beskrevs av William Harris Ashmead 1889.  Iphiaulax koebelei ingår i släktet Iphiaulax och familjen bracksteklar. Inga underarter finns listade i Catalogue of Life.